# 崇禅寺馬場
『崇禅寺馬場』（そうぜんじばば）は、上方落語の演目。別題『崇禅寺馬場返討』（そうぜんじばばかえりうち）。江戸落語（東京落語）では『鈴ヶ森』（すずがもり）の演題で演じられる。こちらについてもこの項目で記述する。
崇禅寺馬場の仇討に由来する演目。原話は安永期の笑話集『茶の子餅]江戸版のうち、「追落」（「お定まりの酒手」と通行人を脅し、逃げて落とした金品を奪おうとした二人組が大橋で待っていると侍が現れて実行したところ、抜刀されて逆に肝を潰して逃げ帰るという内容）。落ち（サゲ）もこのかたき討ちの逸話に由来する。上方には同じ演題で、文楽『敵討崇禅寺馬場』第二段「崇禅寺敵出合」を翻案した芝居咄もある。

## あらすじ
喜六が、甚兵衛に「何かいい商売はないか」と相談を持ちかける。甚兵衛は「実は自分は追いはぎだ」と告げ、怖がる喜六を手下にしてしまう。夜、二人は大阪の北のはずれにある古刹・崇禅寺近くの馬場の薮に隠れる。
「ええか。追いはぎには脅しの文句が要るんや」「それ何でンねん」「わしの言うとおりに言うんやで。『おおい旅人。ここをどこやと思うて通る。明けの元朝（がんちょう＝元日の朝）から暮れの晦日まで、一人も通らぬ崇禅寺馬場。おれが頭の張り場所じゃ。知って通れば命はなし。知らずに通れば命ばかりは助けてやるが、身ぐるみ剥いで置いてゆけ。嫌じゃ何じゃと抜かしたら最後の助。二尺八寸（＝太刀）伊達には差さぬ。うぬがどてっ腹にお見舞い申す。キリキリ返事は何と。何と』。……さあ。言うてみい」
「もし、それ誰が言いまんねん」「お前が言うんや」「いつ?」「今やないかい」「どこで?」「ここじゃ」「……うわあ。そんな長い文句よう言えまへんで。こら、ちょっと紙に書いておくれやす」「紙に書いてどないするねん」「書いた紙、前にかざしてお辞儀しまンねん」「新米の乞食やないがな。…お! 来よったで。さあ、用意せえ」
京から大阪に向かう旅商人たちが、二人の潜む薮のほうへ向かってくる。喜六は刀を持たされ、甚兵衛に「早よ出え!」と道に突き出されてしまう。
怖気づいた喜六は、震えがとまらず、旅商人たちに、しどろもどろの脅し文句を言ってしまい相手にされない。ようやく甚兵衛が出てきて「鈍やな。お前は! あっち行っとれ!」と喜六を追いやり、旅人の身ぐるみをはぐ。「うまいこと行ったな」と喜んでいる二人のところへ、「三度飛脚」と呼ばれる、京大阪間を月3度往復する飛脚が来る。屈強な飛脚は甚兵衛の脅し文句に動じず、逆に二人の身ぐるみをはがしてしまう。
「トホホ……えらい目におうた」「怖いとこでンな、ここは。何ちゅうとこですねん」「何遍訊くねん。ここは名高い崇禅寺馬場やがな」
「道理で、返り討ちにおうた」（※「崇禅寺馬場の仇討」が、かたき討ちを果たそうとした側が集団の奇襲に逢い、逆に倒された、という経緯であったことにちなむ）

## 『鈴ヶ森』
『崇禅寺馬場』が、東京に移設されたもの。主な演者に4代目三遊亭圓遊が知られる。

### あらすじ（ 鈴ヶ森）
古参の盗賊が新米の盗賊に仕事を教えるために、東海道の鈴ヶ森（かつての鈴ヶ森刑場があった辺り）で追いはぎを教える。脅し文句は『崇禅寺馬場』とほぼ同様である。
旅人がやって来て、新米の盗賊は薮の外から飛び出し、教えてもらったばかりの脅し文句を言おうと奮闘するが、うまくいかない。刀の長さを「二尺八寸」を「二尺七寸」と言い間違えるにいたって、旅人が「一寸足らねえじゃねえか」となじると、新米の盗賊は、
「へえ、一寸先は闇でございます」。